# Autocharis aeanalis
Autocharis aeanalis là một loài bướm đêm trong họ Crambidae.